# شعير إنكليزي
شعير إنكليزي (الاسم العلمي:Hordeum anglicum) هي نوع نباتي يتبع جنس الشعير من الفصيلة النجيلية.  